# إمبريس(مقرصنة)
إمبريس (تُعرف أحيانًا باسم EMPRESS ) كانت مخترقة ألعاب فيديو متخصصة في اختراق برامج مكافحة القرصنة . في حين أن الهوية الحقيقية لإمبريس غير معروفة، إلا أنها تشير إلى نفسها باعتبارها امرأة روسية شابة.   أصدرت Empress أيضًا ألعابًا مقرصنة تحت الاسم المستعار C000005 . 
تشتهر إمبريس بأنها واحدة من القلائل الذين يستطيعون اختراق دينوفو . دافعها هو إزالة جانب ترخيص البرامج للألعاب الرقمية في محاولة للحفاظ عليها بعد توقف المطورين عن الدعم.  كما ذكرت إمبريس أن إزالة إدارة الحقوق الرقمية (DRM) يزيد من الأداء داخل اللعبة. 

## حياة مهنية
أصبحت إمبريس مهتمة بكسر حماية DRM في عام 2014.  تمكن متابعوها من المشاركة في استطلاعات الرأي لاختيار اللعبة التي يريدون اختراقها بعد ذلك، وتم تمويل عملها من خلال التبرعات الجماعية .  تطلب إمبريس عادة 500 دولار مقابل اختراق لعبة معينة. تستخدم الأموال لتغطية تكاليف المعيشة، وتحديثات الأجهزة، وشراء الألعاب التي تنوي اختراقها.
اكتسبت إمبريس شهرة كبيرة بعد إصدار نسخة مقرصنة من لعبة Red Dead Redemption 2.  تتضمن الألعاب الأخرى عالية المستوى التي تم اختراقها بواسطة Empress لعبة Mortal Kombat 11 و Anno 1800.  في فبراير 2021، صرحت إمبريس أنها ستُعتقل قريبًا بعد أن تم القبض عليها وهي تعمل على برنامج اختراق للعبة Immortals Fenyx Rising . ألقت الإمبراطورة اللوم على FitGirl Repacks ، الذي كانت بينهما عداوة.  ومع ذلك، في ذلك الشهر من شهر مارس، كانت إمبريس متاحة لنشر حل بديل لنظام تسجيل الوصول عبر الإنترنت الخاص بـ Battle.net .  قوبل إعلان اعتقال الإمبراطورة بالتشكك العام من قبل مجتمع المخترقين. 
أصدرت نسخة مخترقة من Hogwarts Legacy في فبراير 2023، بعد 12 يومًا فقط من الإصدار. 

## الخلافات
تشتهر إمبريس في مشهد P2P بملاحظاتها "العنيدة للغاية" التي تقدمها في NFOs لإصداراتها. على سبيل المثال، أعرب ملف المعلومات المرفق مع النسخة المقرصنة من Hogwarts Legacy عن عدم الرضا عما وصفه بـ "نظام الاستيقاظ " اليوم، دفاعًا عن آراء مؤلفة سلسلة هاري بوتر جي كي رولينج حول الأشخاص المتحولين جنسياً . 